# Pilica (Silezië)
Pilica is een stad in het Poolse woiwodschap Silezië, gelegen in de powiat Zawierciański. De oppervlakte bedraagt 8,22 km², het inwonertal 1948 (2005).